# Mirotice (tvrz)
Mirotice jsou zaniklá tvrz ve stejnojmenné vesnici u Bochova v okrese Karlovy Vary. Zachovaly se z ní drobné zbytky zdí.

## Historie
První písemná zmínka o vesnici pochází z roku 1394, kdy zde zemřel zeman Pešek z Miřetic, který byl leníkem pánů z Rýzmburka na bochovském hradě. Od roku 1442 je v Miroticích uváděn Broum, předek vladyckého rodu Broumů z Miřetic. Mikuláš Broum byl v roce 1495 služebníkem Plavenských z Plavna. V roce 1567 Jindřich starší Plavenský zrušil manské povinnosti mirotického panství, které od roku 1563 patřilo Hanušovi z Utenhofu. Ze stejné doby pochází také první zmínka o mirotické tvrzi postavené v renesančním slohu, která nahradila starší a nevyhovující panské sídlo, jehož polohu neznáme. Roku 1567 vesnici získal Adam Steinsdorf ze Steinsdorfu, jehož potomci ji v roce 1624 prodali Juliu Jindřichovi Sasko-Lauenburskému, který ji připojil ke svému ostrovskému panství. Tvrz ztratila svou rezidenční funkci, ale její budova byla využívána k provozním účelům hospodářského dvora až do doby po druhé světové válce, kdy ji převzal státní statek. V šedesátých letech dvacátého století byla spolu s dvorem zbořena.

## Stavební podoba
Obdélná budova tvrze stála v jižní části dvora na okraji terénní hrany, které okolí převyšovala až o čtyři metry. Průčelí budovy bylo zpevněno čtyřmi opěrnými pilíři. Pod budovou se nacházely valeně zaklenuté sklepy a stejný typ klenby měly také místnosti v přízemí. Z celé stavby se dochovaly jen zasypané sklepy, část jižní obvodové zdi s pilíři a pozůstatky oken.